# Jugate conmigo
Jugáte Conmigo fue un programa televisivo de entretenimientos emitido por Telefe, conducido por Cris Morena. Entre 1991 y 1993 salió al aire de lunes a viernes de 18 a 19 h. En 1994 se emitió de lunes a viernes de 17 a 18. En 1995 se realizó un programa similar semanal pero con otro nombre, Jugáte con todo, también producido y conducido por Morena, que salía los Domingos a las 21 horas, para luego ser emitido a las 19 horas.

## Sinopsis
El 3 de junio de 1991 comenzó por la pantalla de Telefe un programa de entretenimientos conducido por Cris Morena, basado en el programa Double Dare de 1988 del canal Nickelodeon. Al igual que el formato original estadounidense, "Jugáte Conmigo" combinaba la destreza física y la inteligencia de dos parejas de adolescentes en diversos juegos. Además, lo novedoso del envío se presentaba en los bloques tipo show (primer y el cuarto bloque) que contaban con invitados, números musicales, coreografías, y sketches. En días diferentes se grababan el segundo y tercer bloque del programa que eran en los cuales se desarrollaban los juegos. En la producción del programa participaba un grupo de jóvenes, los cuales ayudaban en los juegos, cantaban y bailaban. 
En 1991 el personal estuvo integrado por Romina Yan, Hernán Caire, Pamela Rodríguez, Octavio Borro, Carla Méndez, Gaspar Teverovsky, Carolina Rauch, Andy Botana, Agustina Saubidet, Eric Grimberg, y Moira Gough.
Jugáte Conmigo estuvo cuatro años en pantalla con un excelente nivel de audiencia y conseguir tickets para poder presenciarlo era realmente difícil. El programa se grababa en el estudio mayor de Telefe (Pavón 2444) y recibía a más de mil personas por grabación debido al gran éxito.
En la temporada de 1992, con la partida de cuatro integrantes (Carolina, Agustina, Eric y Hernán) se suman al elenco: Coraje Abalos, Gisel Rietti, Sebastián Beica, María Susini, y Mariana Perella. Muchos de ellos, hoy por hoy, participan en varios programas argentinos de éxito.[cita requerida]
A partir de 1993, el personal de jóvenes cambio por completo pero la esencia del programa siguió siendo la misma. El elenco: Felicitas Beccar Varela, Ignacio Nano Recondo, Ana Korn, Michel Brown, Manuela Zeballos, Mariano Chino Fernández, Trinidad Alcorta, Mariano Lopez, Micaela Lawson y Luciano Castro.
En el Jugáte de 1994 se repitió el personal de 1993 con la excepción de Micaela.
Life College era una novela dentro de Jugáte Conmigo y los actores eran los mismos chicos del personal de Jugáte y se desarrollaba en un colegio. Tuvo una duración de 200 capítulos.

## Cambio de nombre: Jugáte con todo
En 1995 el programa cambia su nombre a "Jugáte con todo" y pasa a ser emitido todos los domingos, realizando cambios en su estructura basándose en el exitoso formato español El gran juego de la oca, muy popular en Argentina, por esos tiempos. Estuvo conducido por Cris Morena y Manuel Wirtz, con figuras del espectáculo invitadas, números musicales y nuevos juegos. El personal estaba compuesto por Eugenia Grand, Fernando Ramuschio, Jazmín Rodríguez, Carolina Daian, Emanuel Rouzic, Julieta Cardinali, Mariano Bogani, y Nacho Herrero. Se estrenó el 3 de abril del mismo año a las 21:00 hs. Los invitados del estreno fueron en el apartado musical, Diego Torres y Xuxa, y como capitanes de los equipos de juego, Marcelo Tinelli, Valeria Mazza, y los protagonistas de la telenovela del momento, Perla negra, Andrea del Boca y Gabriel Corrado. 
El programa no dominó el índice de audiencia, a pesar de los juegos por teléfono que otorgaban como premios autos importados, Jet Skis, una casa de un valor de 200.000 pesos, y un millón de dólares. El índice de audiencia disminuyó con el correr del programa y Cris Morena decidió finalizar con el programa para comenzar a trabajar en la telenovela que la haría famosa como productora Chiquititas. Su principal competidor era Canal 13.

## Elenco
Conductora/Animadora
- Cris Morena

Staff
Chicas
- Romina Yan (†) (1991-92)
- Pamela Rodríguez (1991-92)
- Carla Méndez (1991-92)
- Carolina Rauch (1991)
- Moira Gough (1991)
- Agustina Saubidet (1991)
- María Susini (1992)
- Gisela Rietti (1992)
- Mariana Perrella (1992)
- Trinidad Alcorta (1993-94)
- Ana Korn (1993-94)
- Manuela Zeballos (1993-94)
- Felicitas Beccar Varela (1993-94)
- Micaela Lawson (1993)

Chicos
- Andy Botana (1991-92)
- Octavio Borro (1991-92)
- Gaspar Teverovsky (1991-92)
- Eric Grimberg (1991)
- Hernán Caire (1991)
- Coraje Ábalos (1992)
- Sebastián Beica (1992)
- Luciano Castro (1993-94)
- Michel Brown (1993-94)
- Mariano Chino Fernández (1993-94)
- Ignacio Nano Recondo (1993-94)
- Mariano López (1993-94)
- Nicolás Scarpino (1994 life college)

### Semillero
El programa contó con la participación de jóvenes aspirantes a actores y actrices, hoy en día consagrados como grandes figuras del espectáculo nivel nacional e internacional. Romina Yan, Luciano Castro, Michel Brown, María Susini, Hernan Caire y Coraje Ábalos son algunos de los más destacados que surguieron. Por otro lado Carla Mendez se dedicó a la profesión de vestuarista, trabajando para el Canal 9, y ahora viste a algunas de las caras más famosas de la pantalla actual y de los medios, como Felicitas Beccar Varela de incipiente carrera política, como así también a nivel internacional.

## Estrellas internacionales
Jugáte Conmigo también contó con la visita y actuación en vivo de grandes estrellas nacionales como Charly García, A77AQUE, Rata Blanca, Los Pericos, Pablo Ruiz e internacionales como Erasure, Duran Duran, Bon Jovi, B 52's, Richard Marx, Ricardo Montaner, Alejandro Sanz, Cristian Castro, Ricky Martin, Xuxa, Magneto, Gianna Nannini, Loco Mía, La Ley.

## Versión teatral
En 1992 Jugáte Conmigo hizo su primera temporada durante las vacaciones de invierno en el Estadio Obras Sanitarias, donde todos los integrantes del programa recreaban un programa. Cuatro jóvenes del público participaban de diferentes juegos y los integrantes del programa cantaban y bailaban. Se llegaron a hacer dos funciones diarias.
Durante las vacaciones de invierno de 1994, se realizó una temporada teatral de Jugate Conmigo, donde se presentaba la novela Life college y las canciones del programa. Cris Morena fue la presentadora y protagonista, acompañada del elenco juvenil de dicho año.

## Álbumes musicales
Jugáte conmigo contó con cinco álbumes musicales editados anualmente en cada una de las temporadas. Las letras de las canciones fueron escritas por Cris Morena y la música compuesta por Carlos Nilson. Las mismas eran interpretadas por el elenco juvenil. Cris Morena interpretó solo cuatro canciones «Primer amor» y «Chusma chisme» en el primer disco, "Modelo para armar" en el segundo, y «Por favor», en el quinto álbum.

### Jugáte conmigo (1991)
- Jugáte conmigo
- Flaca, flaca
- Primer amor
- Hoy es la fiesta
- Chusma chisme
- Voy mal
- Pac Man
- Te quiero y me duele
- Te amo, te amo
- Ella baila sola

### Juntos (1992)
- Juntos
- Dame un baccio
- Primera vez
- Modelo para armar
- Yo como ustedes
- Me llamo Juan
- No se la bancan
- Y ya no estás
- Te necesito papá
- Mi mejor amiga

### Abrazadísimos (1993)
- Abrazadísimos
- Saliendo del colegio
- Ya no
- Me provoca
- Bella
- Deciles que si
- ¿Por qué a mi?
- Para decirte amor
- Soy de la esquina
- Hoy otra vez

### Rejugadísimos (1994)
- Rejugadísimos
- Mariposa mía
- Ángel
- Metejón
- Me gustas
- Celoso baboso
- La tarde
- Por la vida
- Muero lento
- Vos y yo

### Jugáte con todo (1995)
- Jugáte con todo
- Un poquito de dolor
- ¿Quién es?
- La rubia y la morocha
- Señora
- Sambom
- Noche
- Era light
- Por favor
- Esa Chica es para mí